# Sudamericano de Rugby M21 2004
El Sudamericano de Rugby M21 de 2004 se disputó en Buenos Aires, Argentina. La séptima edición del extinto torneo que organizaba la Confederación Sudamericana de Rugby para jugadores menores de 21 años se trató de un cuadrangular con el sistema de todos contra todos, los 6 partidos se jugaron en una cancha anexa del San Isidro Club.

## Equipos participantes
- Selección juvenil de rugby de Argentina (Pumas M21)
- Selección juvenil de rugby de Chile (Cóndores M21)
- Selección juvenil de rugby de Paraguay (Yacarés M21)
- Selección juvenil de rugby de Uruguay (Teros M21)

## Posiciones
| Pos. | Equipo    | Encuentros | Encuentros | Encuentros | Encuentros | Tantos  | Tantos    | Tantos     | Puntos |
| Pos. | Equipo    | jugados    | ganados    | empatados  | perdidos   | a favor | en contra | diferencia | Puntos |
| ---- | --------- | ---------- | ---------- | ---------- | ---------- | ------- | --------- | ---------- | ------ |
| 1    | Argentina | 3          | 3          | 0          | 0          | 163     | 16        | + 147      | 9      |
| 2    | Uruguay   | 3          | 2          | 0          | 1          | 68      | 58        | + 10       | 6      |
| 3    | Chile     | 3          | 1          | 0          | 2          | 66      | 139       | - 73       | 3      |
| 4    | Paraguay  | 3          | 0          | 0          | 3          | 32      | 116       | - 84       | 0      |

Nota: Se otorgan 3 puntos al equipo que gane un partido, 1 al que empate y 0 al que pierda

## Resultados

### Primera Fecha[2]
| 11 de abril 14:00 | Uruguay | 41 - 17 | Chile | anexo del San Isidro Club, Buenos Aires, Argentina |  |

| 11 de abril 16:00 | Argentina | 50 - 6  | Paraguay | anexo del San Isidro Club, Buenos Aires, Argentina |  |
|                   |           | Reporte |          |                                                    |  |

### Segunda Fecha[3]
| 14 de abril 14:00 | Uruguay | 20 - 13 | Paraguay | anexo del San Isidro Club, Buenos Aires, Argentina |  |
|                   |         | Reporte |          |                                                    |  |

| 14 de abril 16:00 | Argentina | 85 - 3 | Chile | anexo del San Isidro Club, Buenos Aires, Argentina |  |

### Tercera Fecha[4]
| 17 de abril 11:00 | Chile | 46 - 13 | Paraguay | anexo del San Isidro Club, Buenos Aires, Argentina |  |
|                   |       | Reporte |          |                                                    |  |

| 17 de abril 13:00 | Argentina | 28 - 7 | Uruguay | anexo del San Isidro Club, Buenos Aires, Argentina |  |
|                   |           |        |         | Árbitro(s): Leonardo Borghi                        |  |

| Bandera de Argentina |
| Campeón Argentina    |
| Séptimo título       |